# Sundacypha striata
Sundacypha striata là loài chuồn chuồn trong họ Chlorocyphidae. Loài này được Orr miêu tả khoa học đầu tiên năm 1999.